# Заболотьє (Нюксенський район)
Заболо́тьє (рос. Заболотье) — присілок у складі Нюксенського району Вологодської області, Росія. Входить до складу Востровського сільського поселення.

## Населення
Населення — 2 особи (2010; 8 у 2002).
Національний склад (станом на 2002 рік):
- росіяни — 100 %